# 温县
温县是河南省北部的焦作市下辖的一個縣，總面積462平方公里。溫縣東側鄰武陟縣、西側為孟州市，北部為博愛縣與沁陽市，南瀕黃河與鄭州、洛陽兩市相鄰。縣人民政府駐温泉街道。

## 歷史
上古時溫可能是該地某條河流的名字，溫泉一詞或許因而得名。武王克商，封司寇苏忿生於溫，后成爲縣名。

## 人口
根據第七次人口普查數據，截至2020年11月1日零時，温縣常住人口為393838人。

## 行政区划
温县下辖4个街道办事处、5个镇、2个乡：
温泉街道、岳村街道、张羌街道、黄河街道、祥云镇、番田镇、黄庄镇、武德镇、赵堡镇、招贤乡、北冷乡和国营温县农场。

## 太极拳
温县是“中国太极拳发源地”，是陈氏太极拳和赵堡太极拳的发源地。